# 方丹勒潘
方丹勒潘（法語：Fontaine-le-Pin，法語發音：[fɔ̃tɛn lə pɛ̃] ⓘ）是法国卡尔瓦多斯省的一个市镇，属于卡昂区。

## 地理
方丹勒潘（48°58'25"N, 0°17'2"W）面积8.54 平方千米，位于法国诺曼底大区卡爾瓦多斯省，该省份为法国西北部沿海省份，北濒大西洋英吉利海峡，东北与滨海塞纳省以海上边界相接，东临厄尔省，南至奧恩省，西与芒什省接壤。
与方丹勒潘接壤的市镇（或旧市镇、城区）包括：邦-塔西伊、穆利讷、波蒂尼、圣日耳曼勒瓦松、苏蒙圣康坦、于西、塞尼莱苏尔斯。

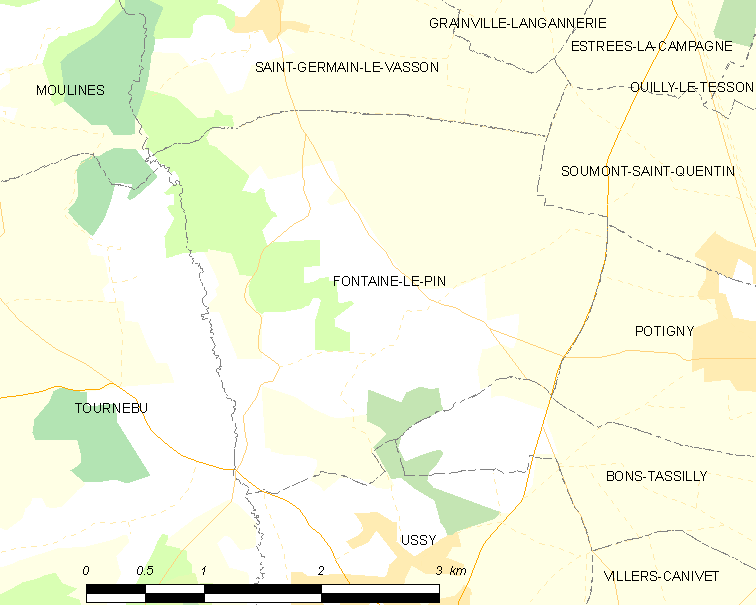
方丹勒潘的OSM定位图

方丹勒潘的时区为UTC+01:00、UTC+02:00（夏令时）。

## 行政
方丹勒潘的邮政编码为14190，INSEE市镇编码为14276。

## 政治
方丹勒潘所属的省级选区为法莱斯县。

## 人口

1962-2008年间方丹勒潘人口变化图示

方丹勒潘于2022年1月1日时的人口数量为340人。